# Madeleine Astor
Madeleine Talmage Astor Dick (Brooklyn, 1893. június 19. – Palm Beach, Florida, 1940. március 27.) IV. John Jacob Astor, multimilliomos mágnás második felesége és özvegye, az RMS Titanic katasztrófájának egyik túlélője.

## Családja
Madeleine Talmage Force néven született 1893. június 19-én Brooklynban, New York városában, William Hurlbut Force és Katherine Arvilla Talmage gyermekeként. Apja jómódú vállalkozócsaládból származott és a sikeres William H. Force and Co. hajózási cég tulajdonosa volt. 1889-ben feleségül vette Katherine Talmage-et, aki a korábbi brooklyni polgármester unokája volt. William és Katherine kiemelkedő tagjai voltak a brooklyni társadalomnak és számos rangos klub tagjai voltak.
Madeleine a Miss Ely's majd a Miss Spence's magánlányiskolákban tanult, kimagasló eredményekkel. Édesanyjával és a húgával számtalanszor utazott Európában. New Yorkban is azonnal befogadták és a Junior League (Ifjúsági Szövetség, első bálozók társasága) azonnal "örökbe fogadta". Kiválóan rajzolt, lovagolt, szeretett yachtozni.

## Házassága
1909-ben találkozott leendő férjével, az iparmágnás John Jacob Astorral, aki akkor az Egyesült Államok leggazdagabb embere volt. Híres ember lévén a sajtó figyelemmel kísérte bimbózó románcukat. Astor autóversenyekre és hajóutakra vitte Madeleine-t.
1911 augusztusában Astor megkérte az ifjú Madeleine kezét, az esküvőre pedig egy hónappal később került sor. Házasságukat sokan ellenezték, hiszen John csupán 2 évvel korábban bontotta fel első házasságát. A konzervatív, vallásos réteg elvei tiltották a házasság felbontását. Több vallásos miniszter megpróbálta megakadályozni a ceremóniát. A pár végül Astor Beechwood nevű newporti kastélyában házasodott össze, ezután hosszú nászutat indultak. 1912-ben jegyet váltottak a Titanic testvérhajójára, az RMS Olympicra és részt vettek egy hosszú egyiptomi úton. Innen az írországi Queenstownba utaztak, majd 1912. április.11-én kihajóztak a New Yorkba tartó Titanickal.

## A Titanicon
Madeleine ekkor 5 hónapos kismama volt. Az útra férjén kívül elkísérte férje inasa, a cselédlánya, az ápolónője és John kutyája. Mind az első osztályon szálltak meg.
1912. április 14-én John szólt feleségének, hogy a hajó jéghegynek ütközött. Megnyugtatta, hogy a kár nem tűnik nagynak, de felsegítette rá a mentőmellényét. Amíg a fedélzeten várakoztak, Madeleine odaadta egy harmadik osztályon utazó nőnek a prémsálát, hogy melegen tartsa vele a fiát. A család később elvonult a fedélzetről és zárt helyen vártak tovább. John talált még egy mentőmellényt és szétvágta egy bicskával, hogy megmutassa feleségének, miből készült. Amikor az utasok megkezdték a beszállást a mentőcsónakokba, John besegítette feleségét. Vele ment a cselédlánya és az ápolónője is. Madeleine megkérdezte, hogy férje vele tarthat-e áldott állapotára való tekintettel. Charles Lightoller másodtiszt kénytelen volt elutasítani az asszony kérését, hiszen elsősorban a nők és a gyerekek megmentése lett parancsba adva. Madeleine megmentéséről egy másik túlélő, Archibald Gracie így számolt be:
Az egyetlen eset amire bizonyosan emlékszem, az a pillanat, amikor Mrs. Astort besegítették a csónakba. Átemelték az ablakon, a férje pedig segített neki a másik oldalon. Amikor a csónakban volt a férje az ablak egyik oldalán volt én pedig a másik oldalon a másik ablaknál. Hallottam, ahogy Mr. Astor megkérdezi a másodtisztet, hogy nem engedné e meg, hogy feleségével tartson és vigyázzon rá. Azt mondta "Nem, uram. Egy férfi se szállhat be ebbe a csónakba, vagy akármelyik csónakba, amíg a hölgyek el nem hagyták a hajót." Mr. Astor ez mondta erre " Nos, akkor mondja meg nekem a csónak számát, hogy ezután megtalálhassuk egymást." A következő válasz érkezett: "Négyes." 
John és az inasa süllyedés közben hunytak el. Kettejük közül csak Astor holttestét találták meg, április 22-én. Fiatal özvegyét és a többi túlélőt az RMS Carpathia mentette meg.

## Özvegyként
A Titanicról való hazatérése után visszavonultan élt. Korábban fényűző társasági életének nyoma veszett.
Férje 100 000 dollár azonnali készpénzt és egy alapítványon keresztül további 5 millió dollárt hagyott rá, valamint lakhatást biztosított számára az Ötödik sugárúti házban. Egy 3 millió dolláros betétet pedig még meg nem született fiának, VI. John Jacob Astornak szánt felnőttkorára.
1912 augusztusában Madeleine életet adott fiának.

## További házasságai
Madeleine 1916. június 22-én házasodott meg másodjára. Férje gyerekkori barátja és bankárja, William Karl Dick lett. Dick a New York-i Termelők Társaságának alelnöke volt és társtulajdonosa a Brooklyn Timesnak. Azzal, hogy újraházasodott, Madeleine elvesztette örökölt vagyonát és a lakhatását. Házassága alatt két fia született, William Force Dick és John Henry Dick. 1933-ban felbontották házasságukat.
Négy hónappal később Madeleine feleségül ment a 26 éves olasz bokszolóhoz, Enzo Fiermontehoz. Öt évvel később váltak el és újra felvette a Dick nevet.

## Halála
Halálát szívelégtelenség okozta 46 évesen. A New York-i Trinity Church sírkertjében helyezték örök nyugalomra édesanyja mellett.